# Exsula dentatrix
Exsula dentatrix là một loài bướm đêm trong họ Noctuidae.